# Нуну Ешпіріту Санту
Нуну Ерландер Сімойнш Ешпіріту Санту (порт. Nuno Herlander Simões Espírito Santo; 25 січня 1974, Сан-Томе) — португальський футболіст, воротар. Нині — футбольний тренер. З 2023 року очолює тренерський штаб англійського «Ноттінгем Форест».

## Клубна кар'єра
Нуну почав свою кар'єру в «Віторії», за яку грав до 1996 року, після чого перейшов в іспанське «Депортіво». За цей клуб провів шість сезонів, половину з яких відіграв на правах оренди в інших іспанських клубах: «Мериді» і «Осасуні». Після «Депортиво» Нуну перебрався в «Порту», де іноді заміняв Вітора Баїю. 2004 року вийшов на заміну в додатковий час в Міжконтинентальному кубку і допоміг «Порту» здолати «Онсе Кальдас» у серії пенальті.
У 2005 році перейшов до московського «Динамо». Після невдалого сезону в «Динамо», Нуну перейшов в португальський «Авеш». Після того, як «Авеш» залишив вищий дивізіон, він повернувся в «Порту», де 2010 року і завершив кар'єру.

## Збірна
Грав за молодіжну збірну. Нуну був викликаний в збірну Португалії на Євро-2008 в останній момент замість воротаря «Бенфіки» Кіма, який зламав зап'ястя, проте за збірну як на турнірі, так і поза ним так і не провів жодного матчу.

## Тренерська робота
Завершивши виступи на футбольному полі, влітку 2010 року 36-річний воротар приєднався до свого багаторічного тренера Жезуалду Феррейри, ставши тренером воротарів в очолюваному останнім тренерському штабі іспанської «Малаги». Пізніше того ж року поїхав за Феррейрою до Греції, де вони почали працювати з місцевим «Панатінаїкосом».
У травні 2012 року отримав пропозицію розпочати самостійну тренерську кар'єру у клубі елітного португальського дивізіону «Ріу-Аве». За результатами другого сезону роботи тренера «Ріу-Аве» дійшов до фіналів Кубка Португалії і Кубка португальської ліги, забезпечивши собі участь у розіграші Ліги Європи УЄФА 2014—2015, що стало для клубу першим в історії потраплянням до єврокубків.
Успіхи молодого португальського тренера не залишилися непоміченими і влітку 2014 року він уклав однорічний контракт з іспанською «Валенсією». Команда під його керівництвом від самого приходу нового тренера показувала гарні результати, і вже в січні 2015 року його контракт було подовжено до 2018 року. Загалом свій перший сезон в Іспанії Нуну завершив з «Валенсією» на четвертому місці в Ла-Лізі. Сам тренер по ходу того сезону тричі визнавався найкращим тренером місяця в іспанському чемпіонаті. Утім невдовзі після початку сезону 2015/16, який «Валенсія» почала значно гірше, 29 листопада 2015 року португалець пішов у відставку.
Влітку 2016 року продовжив тренерську кар'єру на батьківщині, ставши головним тренером команди свого колишнього клубу, «Порту». Угоду між тренером і клубом було укладено на два роки, проте вже по завершенні першого сезону 2016/17 його було звільнено, оскільки під його керівництвом один з лідерів португальського футболу не зміг вибороти жодного національного трофею.
Нуну не довго залишався без роботи, вже за тиждень після його звільнення з «Порту» його було представлено новим головним тренером клубу з англійського Чемпіоншипа «Вулвергемптон Вондерерс».
20 грудня 2023 року Ешпіріту Санту був призначений головним тренером клубу Прем’єр-ліги «Ноттінгем Форест».
У квітні 2025 року Санту було оголошено найкращим менеджером Прем’єр-ліги місяця за березень. Це вже третя його нагорода цього сезону після перемог у жовтні та грудні 2024 року, і він став першим тренером «Ноттінгем Форест», який виграв цю нагороду тричі за один сезон.

### Тренерська статистика
Станом на 24 лютого 2018 року
| Команда                   | З             | По                | Результати | Результати | Результати | Результати | Результати |
| Команда                   | З             | По                | І          | В          | Н          | П          | В %        |
| ------------------------- | ------------- | ----------------- | ---------- | ---------- | ---------- | ---------- | ---------- |
| «Ріу-Аве»                 | 1 липня 2012  | 30 червня 2014    | 78         | 31         | 16         | 31         | 39,7       |
| «Валенсія»                | 4 липня 2014  | 29 листопада 2015 | 62         | 32         | 16         | 14         | 51,6       |
| «Порту»                   | 1 червня 2016 | 22 травня 2017    | 49         | 27         | 16         | 6          | 55,1       |
| «Вулвергемптон Вондерерс» | 31 травн 2017 | досі              | 40         | 25         | 9          | 6          | 62,5       |
| Усього                    | Усього        | Усього            | 229        | 115        | 57         | 57         | 50,2       |

## Досягнення
Гравець
- Володар Кубка Іспанії: 2001/02
- Чемпіон Португалії: 2002/03, 2003/04, 2007/08, 2008/09
- Володар Кубка Португалії: 2002/03, 2008/09, 2009/10
- Володар Суперкубка Португалії: 2003, 2004, 2009
- Переможець Кубка УЄФА: 2002/03
- Переможець Ліги чемпіонів УЄФА: 2003/04
- Володар Міжконтинентального кубка: 2004

Тренер
- Володар Суперкубка Саудівської Аравії: 2022